# إعلان القوى الأربع
تم التوقيع على إعلان الدول الأربع حول الأمن العام، أو إعلان القوى الأربع، في 30 أكتوبر 1943، في مؤتمر موسكو من قبل الأربعة الكبار: الولايات المتحدة والمملكة المتحدة والاتحاد السوفيتي والصين. أنشأ الإعلان رسميًا إطار القوى الأربع الذي سيؤثر لاحقًا على النظام الدولي لعالم ما بعد الحرب.  كان واحداً من أربعة إعلانات تم توقيعها في المؤتمر، بالإضافة إلى إعلان إيطاليا، والإعلان الخاص بالنمسا، والإعلانات بشأن الفظائع.
تمت صياغة الإعلان من قبل مستشاري وزارة الخارجية الأمريكية مثل كورديل هال وسومنر ويلز، الذين قدموه إلى الرئيس فرانكلين دي روزفلت في 10 أغسطس. تجنب اقتراحهم المجالس الإقليمية، التي فضلها رئيس الوزراء البريطاني ونستون تشرشل، لصالح إنشاء منظمة دولية بعد الحرب.
وقد أغفل أي نقاش حول إنشاء قوة حفظ سلام دائمة بعد الحرب والتي من المحتمل أن تكون مثيرة للجدل. وبدلاً من ذلك، كان هدفه المعلن مجرد إنشاء «منظمة دولية عامة في أقرب وقت ممكن». 
كشف روزفلت عن الاقتراح لتشرشل وأنطوني إيدن عندما التقيا في كيبيك. وشدد روزفلت على أن الإعلان «لن يضر بأي حال من الأحوال بالقرارات النهائية المتعلقة بالنظام العالمي» وأن الإعلان ما هو إلا اتفاق مؤقت. توصل تشرشل وروزفلت إلى إجماع على ضرورة إعطاء الإعلان أولوية عالية في مؤتمر موسكو، لكن ستالين أراد أن يركز المؤتمر على الحرب الجارية ضد ألمانيا. اعترض السوفييت أيضًا على إدراج جمهورية الصين كقوة عظمى رابعة في الإعلان، رسميًا على أساس أن مؤتمر موسكو كان مُخططًا كاجتماع بين ثلاث قوى عظمى (الولايات المتحدة والمملكة المتحدة والاتحاد السوفيتي). شك روزفلت في أن الدوافع الحقيقية لستالين كانت تجنب استعداء اليابانيين الذين وقعوا معهم اتفاقية عدم اعتداء في عام 1941. كان رأي تشرشل أن ستالين كان لديه إحجام مماثل عن الاعتراف بالصين كقوة عظمى.